# Truskavna
Truskavna je malá vesnice, část obce Kokořín v okrese Mělník ve Středočeském kraji. Nachází se asi jeden kilometr severozápadně od Kokořína. Je zde evidováno 21 adres. Trvale zde žije 10 obyvatel.
Truskavna je také název katastrálního území o rozloze 1,35 km².

## Historie
První písemná zmínka o vesnici pochází z roku 1379.

## Obyvatelstvo
| Rok            | 1869 | 1880 | 1890 | 1900 | 1910 | 1921 | 1930 | 1950 | 1961 | 1970 | 1980 | 1991 | 2001 | 2011 | 2021 |
| -------------- | ---- | ---- | ---- | ---- | ---- | ---- | ---- | ---- | ---- | ---- | ---- | ---- | ---- | ---- | ---- |
| Počet obyvatel | 147  | 119  | 112  | 106  | 100  | 78   | 69   | 33   | 43   | 34   | 22   | 11   | 10   | 12   | 16   |
| Počet domů     | 26   | 26   | 27   | 26   | 18   | 18   | 19   | 19   | 19   | 13   | 12   | 18   | 18   | 20   | 22   |

## Obecní správa
Při sčítání lidu v letech 1850–1979 Truskavna byla osadou obce Březinka v okrese Mělník. Od 1. ledna 1980 je částí obce Kokořín v okrese Mělník.

## Pamětihodnosti
- Přírodní památka Stráně Truskavenského dolu v katastrálním území obce
- Skalní obydlí
- Usedlost čp. 3